# Richard Ross

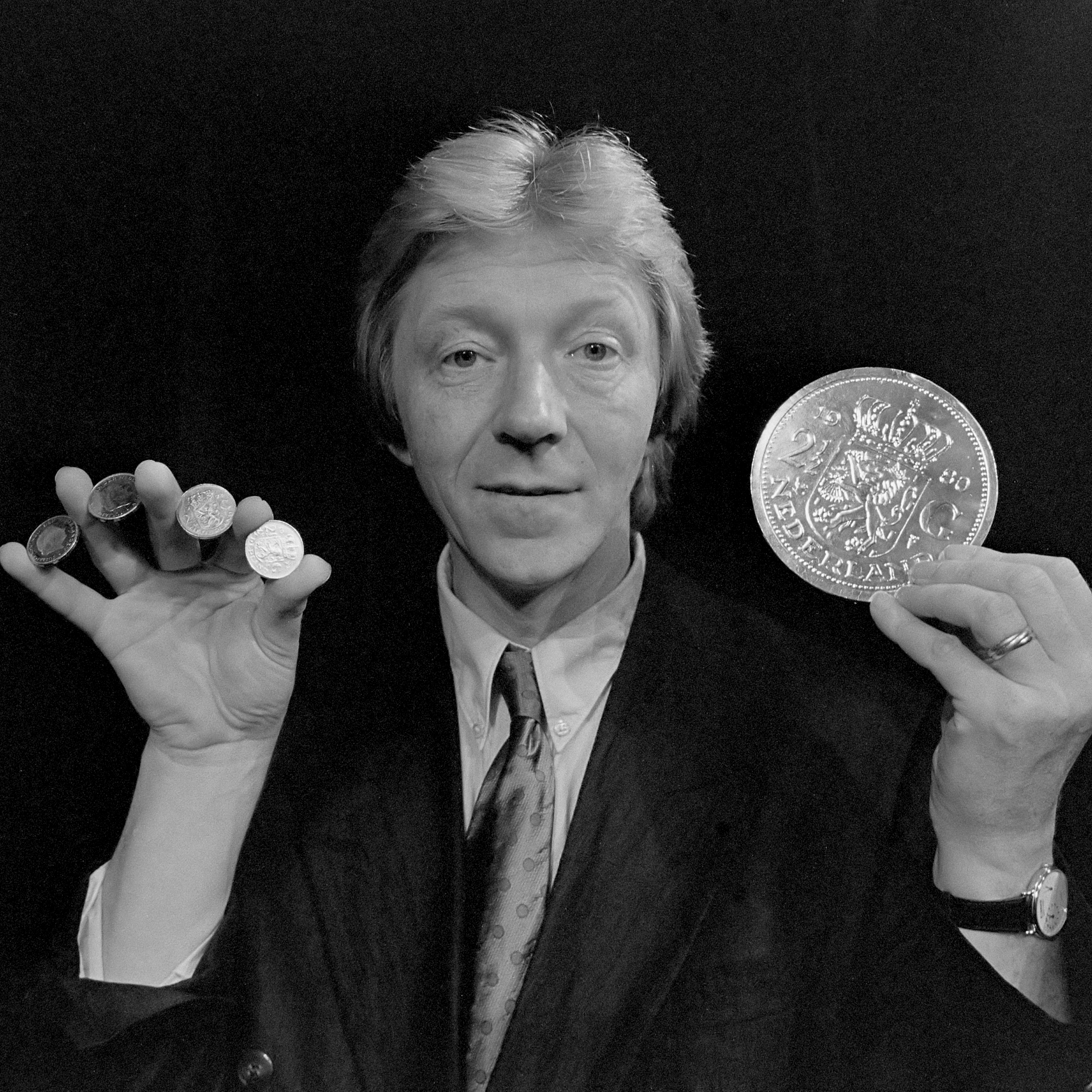
Richard Ross, 1988

Richard Ross (* 10. Februar 1946 in Danzig als Richard Rozenboom; † 20. Mai 2001) war ein niederländischer Zauberkünstler und zweifacher Grand-Prix-Sieger.

## Leben
Richard Ross’ Vater war Niederländer, seine Mutter stammte aus Polen. Die Eltern zogen mit ihm noch im Babyalter nach Holland. Als Richard Ross 16 Jahre alt war, entdeckte er ein Zaubergeschäft und kaufte dort seine ersten Kunststücke. Später ging er in die Zauberschule von Henk Vermeyden, der seinerzeit viele Zauberkünstler ausbildete und beriet.
Auf einem Zauberkongress in Holland zeigte Richard Ross zum ersten Mal Manipulationen mit sehr großen Spielkarten (Riesenkarten) und sorgte damit für Aufsehen. Das traditionsreiche Spiel mit den sich verkettenden Stahlringen (Ringspiel mit häufig sechs oder acht Ringen) entwickelte er zu einer neuen Effektabfolge mit nur 3 Ringen. Des Weiteren war er für seine Zauberkunststücke mit übergroßen Taschenuhren bekannt.
Ross ist bislang der einzige Zauberkünstler, der zweimal hintereinander den Grand Prix auf FISM-Kongressen gewann (1970 in Amsterdam und 1973 in Paris). Seit 1974 war Richard Ross hauptberuflicher Zauberkünstler.
Am 3. März 1984 gründete er in Holland das Zauberzentrum Magic Art Center, in dem Seminare und Veranstaltungen abgehalten werden.
Das Zentrum wird von seiner Frau und ehemaligen Bühnenpartnerin Veronique weitergeführt (Stand 2018).

## Veröffentlichungen
- The Ring Routine, 1982
- Lecture Notes – Seminar, Magic Hands, 1981
- Video: Greater Magic Library, 1988